# تجارب السلف
تجارب السلف کتابی تاریخی است که در سال ۷۱۴ قمری توسط هندوشاه نخجوانی نوشته شده‌است. کتاب تاریخ خلفا و وزیران اسلامی تا برچیده شدن خلافت عباسیان است.
نخجوانی کتاب را زمانی که در دستگاه نصرةالدین احمد بن یوسف شاه، از اتابکان لر بزرگ حضور داشت به نام او نوشت و به او تقدیم کرد. به نوشته عباس اقبال کتاب «هم از جهت جلالت مقام‌آن در انشاء فارسی و هم از جهت دلکشی موضوع که تاریخ خلفا و وزرا وسلاطین معاصر ایشان می‌باشد، در میان کتب نثریه فارسی کمتر نظیر دارد» مهمترین نوشته در مورد این کتاب «تعلیقات و حواشی بر تجارب السلف» نوشته حسن قاضی‌طباطبایی است.